# Korsberga (Västra Götaland)
Korsberga – miejscowość (tätort) w Szwecji, w regionie administracyjnym (län) Västra Götaland, w gminie Hjo.
Według danych Szwedzkiego Urzędu Statystycznego liczba ludności wyniosła: 222 (31 grudnia 2015), 217 (31 grudnia 2018) i 214 (31 grudnia 2019).